# Jakob Margi

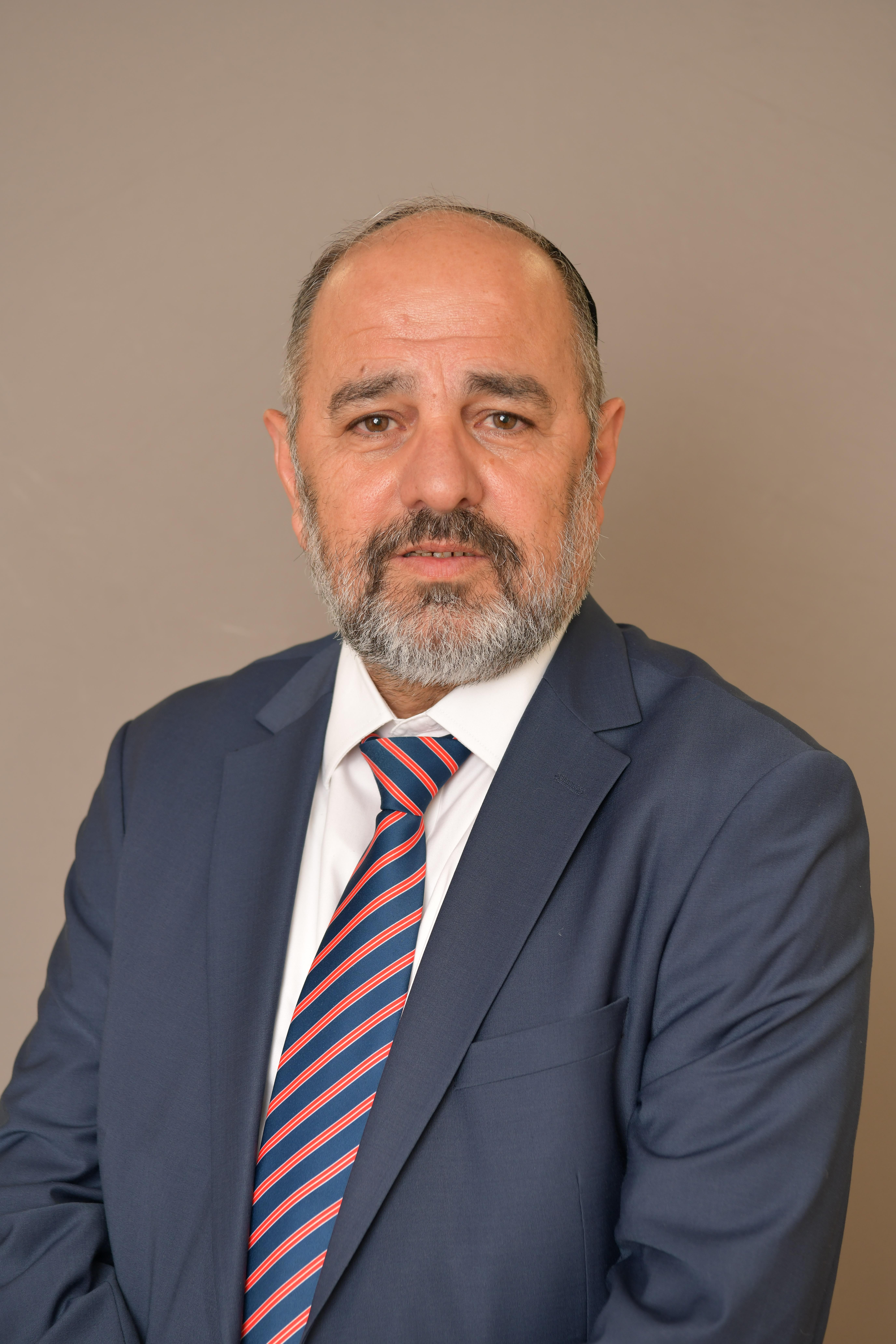
Jakob Margi (2021)

Jakob Margi (hebräisch יעקב מרגי; * 18. November 1960 in Marokko) ist ein israelischer Politiker der sephardisch-ultra-orthodoxen Schas-Partei.

## Leben
Margi wurde in Marokko geboren und durch die Operation Jachin im Jahre 1962 nach Israel gebracht.
Zwischen 1993 und 2003 war er Vorsitzender des Religiösen Rates von Beʾer Scheva. Zwischen 2001 und 2003 war er Generalsekretär der Schas. 2003 wurde er erstmals in die Knesset gewählt. Nach seiner Wiederwahl 2006 wurde Margi Fraktionsvorsitzender seiner Partei im Parlament. Kurzzeitig war er auch Vorsitzender des Haushaltsausschusses der Knesset.
Auch 2009 zog Margi ins Parlament ein und bekleidete vom 31. März 2009 bis zum 18. März 2013 den Posten des Ministers für Dienstleistungen zur Religionsausübung in der Regierung von Benjamin Netanyahu.
Seit dem 29. Dezember 2022 ist Margi Minister für Wohlfahrt im Kabinett Netanjahu VI im Ministerium für Wohlfahrt und Soziale Dienste.
Margi lebt im Moschav Sde Zvi (שְׂדֵה צְבִי ‚Feld Zvis‘), ist verheiratet und hat zwei Söhne.